# Калины (Одесская область)
Калины (укр. Калини) — село, относится к Ананьевскому району Одесской области Украины.
Население по переписи 2001 года составляло 8 человек. Почтовый индекс — 66441. Телефонный код — 4863. Занимает площадь 0,27 км². Код КОАТУУ — 5120284807.

## Местный совет
66441, Одесская обл., Ананьевский р-н, с. Новосёловка